# Actinidia kolomikta
Actinidia kolomikta ist eine Pflanzenart aus der Gattung Strahlengriffel (Actinidia) innerhalb der Familie der Strahlengriffelgewächse (Actinidiaceae). Sie ist eine Verwandte der Chinesischen Stachelbeere (Actinidia deliciosa), die einen Großteil der weltweit gehandelten Kiwifrüchte liefert.

## Trivialnamen in unterschiedlichen Sprachen
Deutsche Trivialnamen sind Kolomikta-Strahlengriffel, Amur-Strahlengriffel, Bunter Strahlengriffel, Flamingo-Strahlengriffel oder nach den essbaren Früchten auch Mini-Kiwi. Der japanische Name ist Miyamamatatabi 深山木天蓼, ミヤママタタビ. Englischsprachige Trivialnamen sind Arctic beauty kiwi, hardy kiwi, kishmish, Manchurian gooseberry. Auf Französisch wird sie kiwi d’ornement genannt.

## Beschreibung

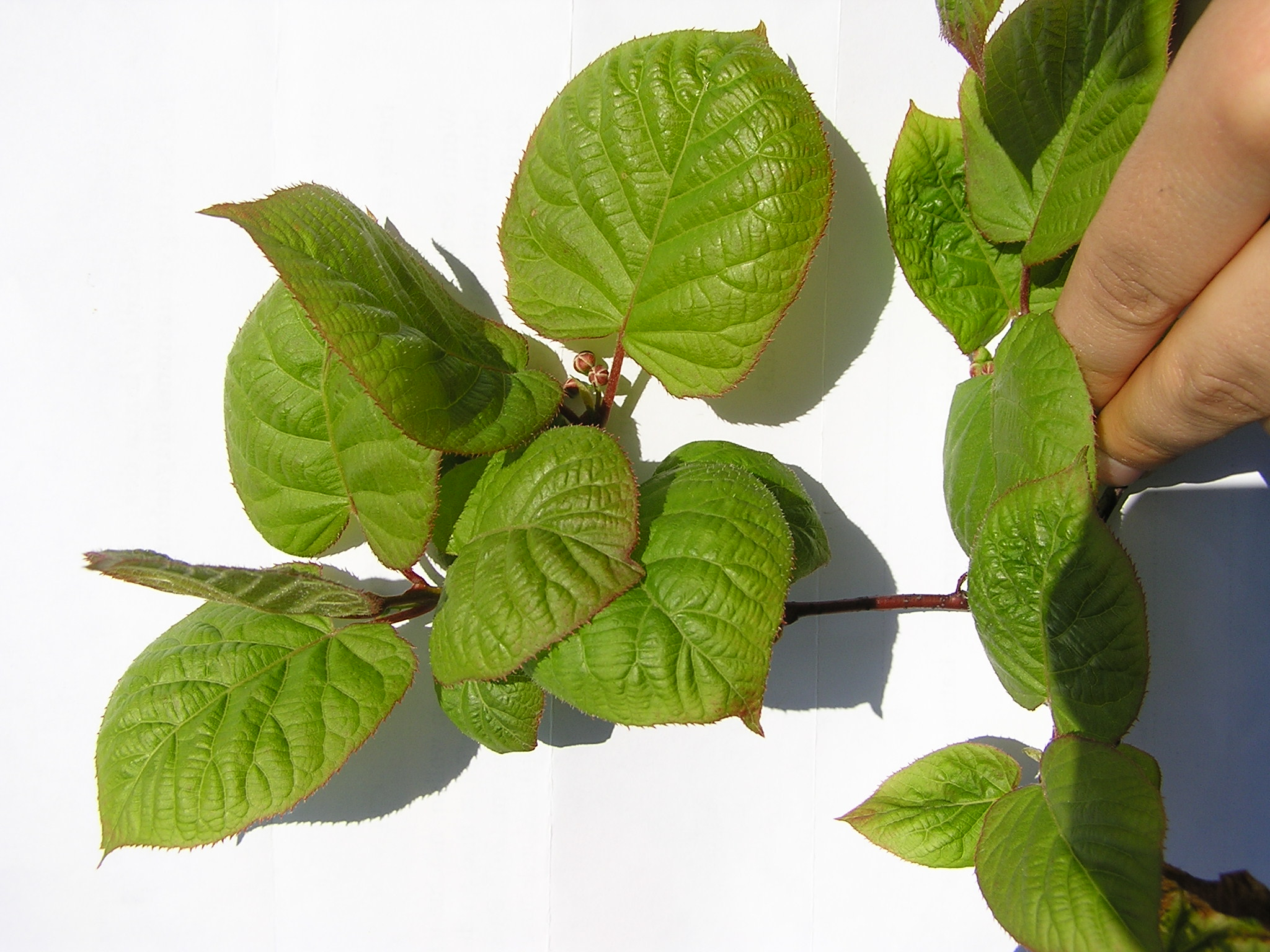
Einfache Laubblätter und Blütenknospen

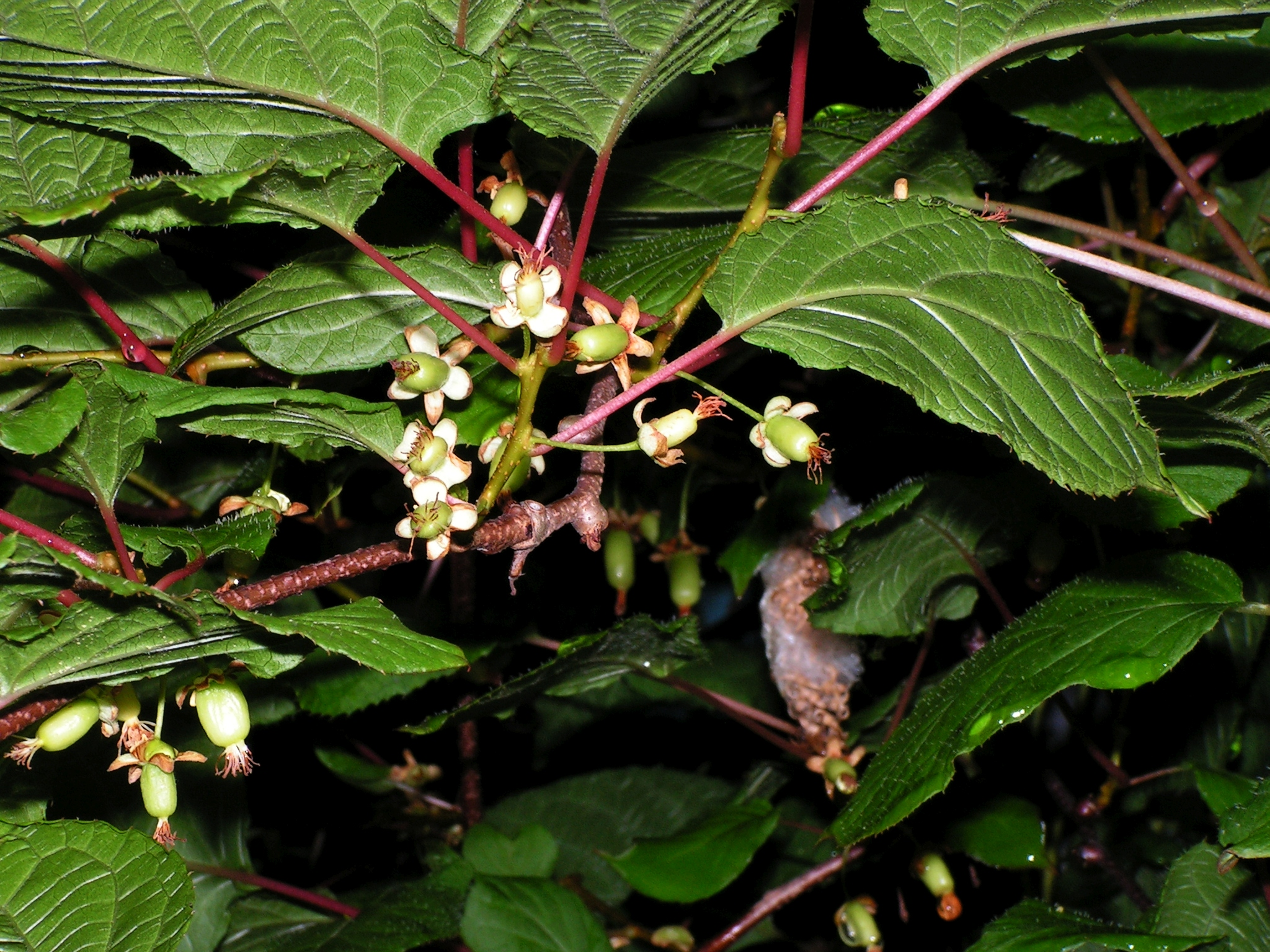
Weibliches Exemplar kurz nach der Befruchtung, die vielen haltbaren Griffel sind zu erkennen und die gestielten Laubblätter von unten

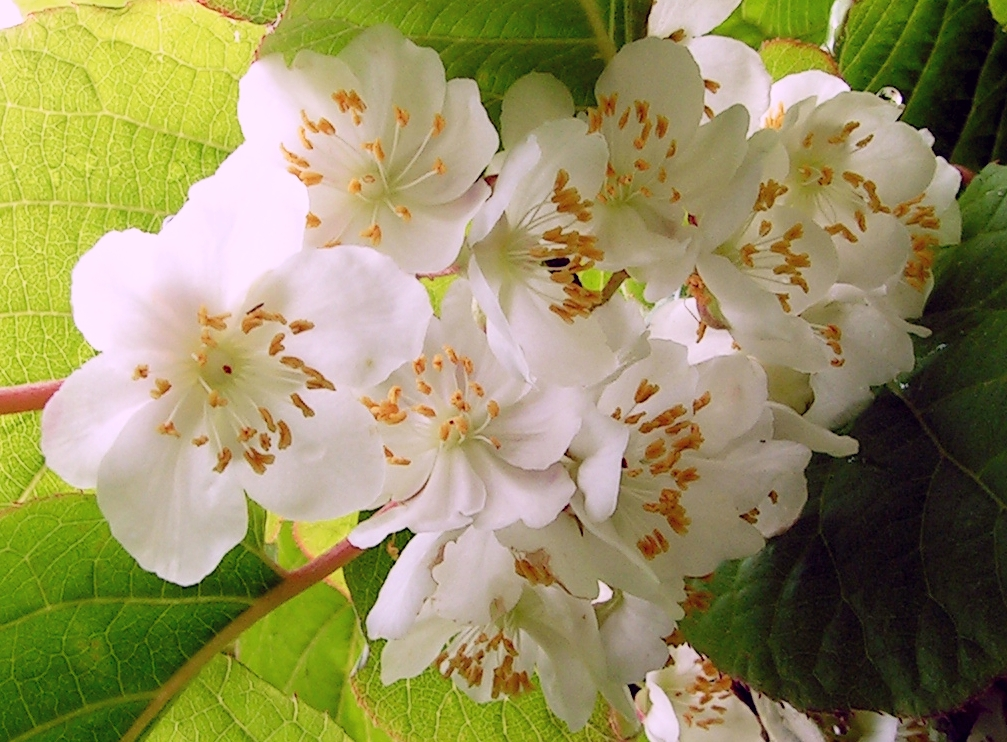
Männliche Blüten mit vielen Staubblättern

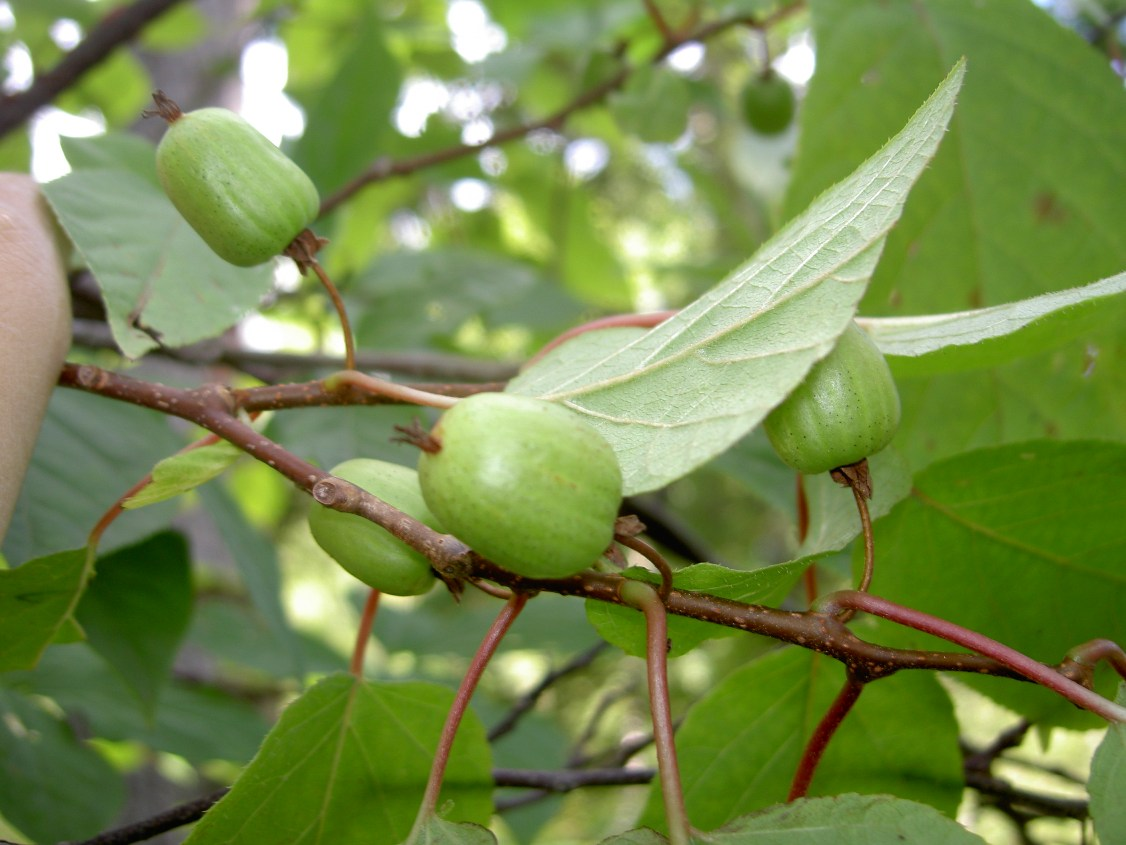
Unreife, glatte Früchte

### Erscheinungsbild und Blatt
Actinidia kolomikta ist eine sommergrüne, verholzende Pflanze und wächst als großer kletternder Strauch oder Liane. Die Rinde der Sprossachsen ist kahl. Anfangs sind die Lentizellen mehr oder weniger unauffällig, später relativ auffällig. Das Mark ist braun und fächerförmig.
Die wechselständig an den Sprossachsen angeordneten Laubblätter sind in Blattstiel und Blattspreite gegliedert. Der 2,5 bis 5 Zentimeter lange Blattstiel ist gelblich-weiß bis rötlich-braun und spärlich flaumig behaart bis kahl. Die einfache, häutige bis dünn pergamentartige Blattspreite ist bei einer Länge von 6 bis 15 Zentimetern sowie einer Breite von 5 bis 10 Zentimetern breit-eiförmig bis länglich-eiförmig oder länglich-verkehrt-eiförmig. Die meist herzförmige, selten gerundete bis gestutzte Spreitenbasis ist auf beiden Seiten gleich oder ungleich. Die Spreitenspitze ist spitzt bis abrupt zugespitzt. Der Blattrand ist einfach bis doppelt gesägt. Die Blattunterseite ist mehr oder weniger kahl, manchmal bärtig an den Verzweigungen der Blattadern. Die Blattoberseite ist spärlich striegelhaarig. Die Mittelader und die sechs bis acht Paare Seitenadern sind auf der Blattunterseite deutlich erkennbar sowie erhaben und auf der Blattoberseite dünn sowie kaum erkennbar. Die Netzaderung ist auf beiden Blattseiten kaum erkennbar bis schwach erkennbar auf der Blattunterseite. Bei manchen Sorten zeigen die Blattspreiten rosafarbene und weiße Blattflecken.

### Blütenstand und Blüte
Die Blütezeit reicht in China von April bis Juli. Actinidia kolomikta ist funktional zweihäusig getrenntgeschlechtig (diözisch). In den Blattachseln stehen die Blüten einzeln oder bis zu dritt in zymösen Blütenständen zusammen. Die sehr dünnen Blütenstandsschäfte sind 0,8 bis 1,2 Zentimeter lang. Die winzigen Tragblätter sind linealisch. Der 4 bis 10 Millimeter lange Blütenstiel ist kahl bis gelblich-braun filzig behaart.
Die funktional eingeschlechtigen Blüten sind radiärsymmetrisch mit doppelter Blütenhülle. Die fünf kahlen und am Rand bewimperten Kelchblätter sind höchstens an ihrer Basis verwachsen und bei einer Länge von 4 bis 6 Millimetern eiförmig bis länglich-eiförmig mit spitzem oberem Ende, sie fallen vor der Fruchtreife ab. Die fünf oder sechs rosafarbenen oder weißen Kronblätter sind bei einer Länge von 6 bis 10 Millimetern verkehrt-eiförmig; sie überlappen sich dachziegelartig. Es sind viele Staubblätter vorhanden. In funktional männlichen Blüten sind die dünnen Staubfäden 3 bis 6 Millimeter lang. Die fertilen Staubbeutel besitzen zwei Theken und öffnen sich der Länge nach; sie sind gelb und bei einer Länge von 2 bis 2,5 Millimetern länglich mit pfeilförmiger Basis. In funktional weiblichen Blüten sind die Staubfäden kürzer und die sterilen Staubbeutel kleiner. Viele Fruchtblätter sind zu einem glatten, vielkammerigen Fruchtknoten verwachsen, der bei einer Länge von etwa 3 Millimetern kugelig ist. Jede Fruchtknotenkammer enthält viele anatrope Samenanlagen. Es sind viele freie, haltbare Griffel vorhanden; bei funktional weiblichen Blüten vergrößern sie sich nach der Anthese.

### Frucht und Samen
Die Früchte reifen in China von September bis Oktober. Die bei Reife orangefarbenen, kahlen Beeren sind bei einer Länge von 2 bis 2,5 Zentimetern eiförmig. Die Samen sind in einer Fruchtpülpe eingebettet. Die Samen sind bei einer Länge von etwa 2 Millimetern länglich.

### Chromosomensatz
Die Chromosomengrundzahl beträgt x = 29; die Chromosomenzahlen sind bei Diploidie 2n = 58 oder bei Tetraploidie 2n = 116.

## Vorkommen
Actinidia kolomikta gedeiht in den gemäßigten Gebieten Ostasiens. Sie ist in Korea, China und Japan und in Russlands Fernem Osten verbreitet. Es gibt Vorkommen auf den japanischen Inseln Hokkaido und Honshu. Sie kommt in Russlands Fernem Osten auf den Kurilen, in der Region Primorje, im Oblast Amur sowie Sachalin vor. Sie kommt in den chinesischen Provinzen Gansu, Hebei, Heilongjiang, Hubei, Jiangsu, Jilin, Liaoning, Shaanxi, Shanxi, Sichuan sowie Yunnan vor.
In China gedeiht sie in Berg-Mischwäldern an offenen Standorten in Höhenlagen von 1600 bis 2900 Metern.

## Systematik
Die Erstbeschreibung erfolgte 1857 unter dem Namen (Basionym) Prunus kolomikta durch Karl Johann Maximowicz und Franz Josef Ruprecht in Bulletin de la Classe Physico-Mathématique de l’Académie Impériale des Sciences de Saint-Pétersbourg, Band 15, S. 129. Die Neukombination zu Actinidia kolomikta (Maxim. & Rupr.) Maxim. wurde 1859 durch Karl Johann Maximowicz in Mémoires Presentes a l’Académie Impériale des Sciences de St.-Pétersbourg par Divers Savans et lus dans ses Assemblées, Band 9, S. 63 veröffentlicht. Weitere Synonyme für Actinidia kolomikta (Maxim. & Rupr.) Maxim. sind: Trochostigma kolomikta (Maxim. & Rupr.) Rupr., Kalomikta mandshurica Regel nom. illeg., Actinidia leptophylla C.Y.Wu, Actinidia maloides H.L.Li, Actinidia gagnepainii Nakai, Actinidia kolomikta var. gagnepainii (Nakai) H.L.Li, Actinidia tetramera var. maloides (H.L.Li) C.Y.Wu.
Die Art Actinidia kolomikta gehört zur Serie Lamellatae aus der Sektion Leiocarpae in der Gattung Actinidia.

## Verwendung

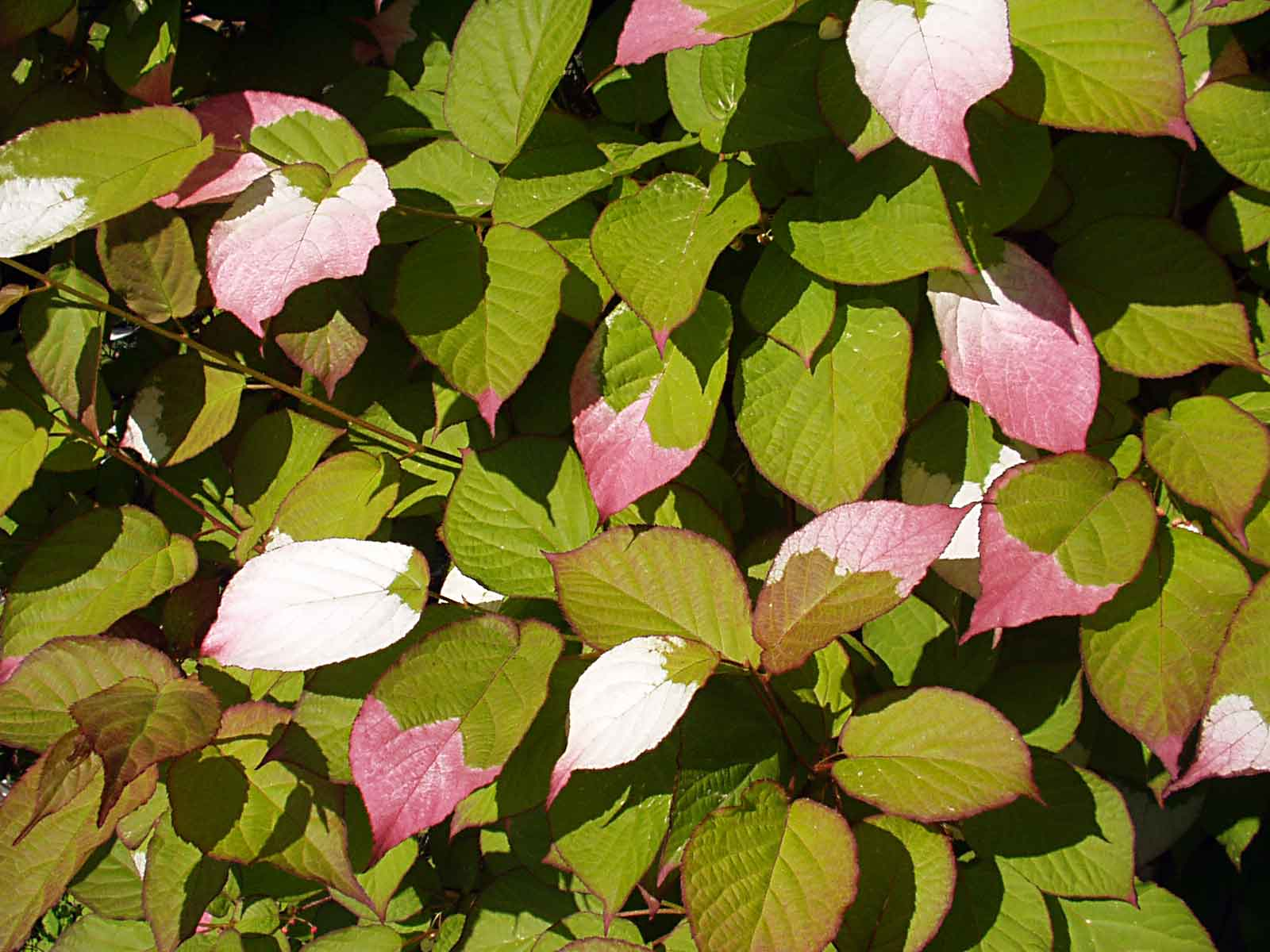
Laubblätter einer buntlaubigen Sorte

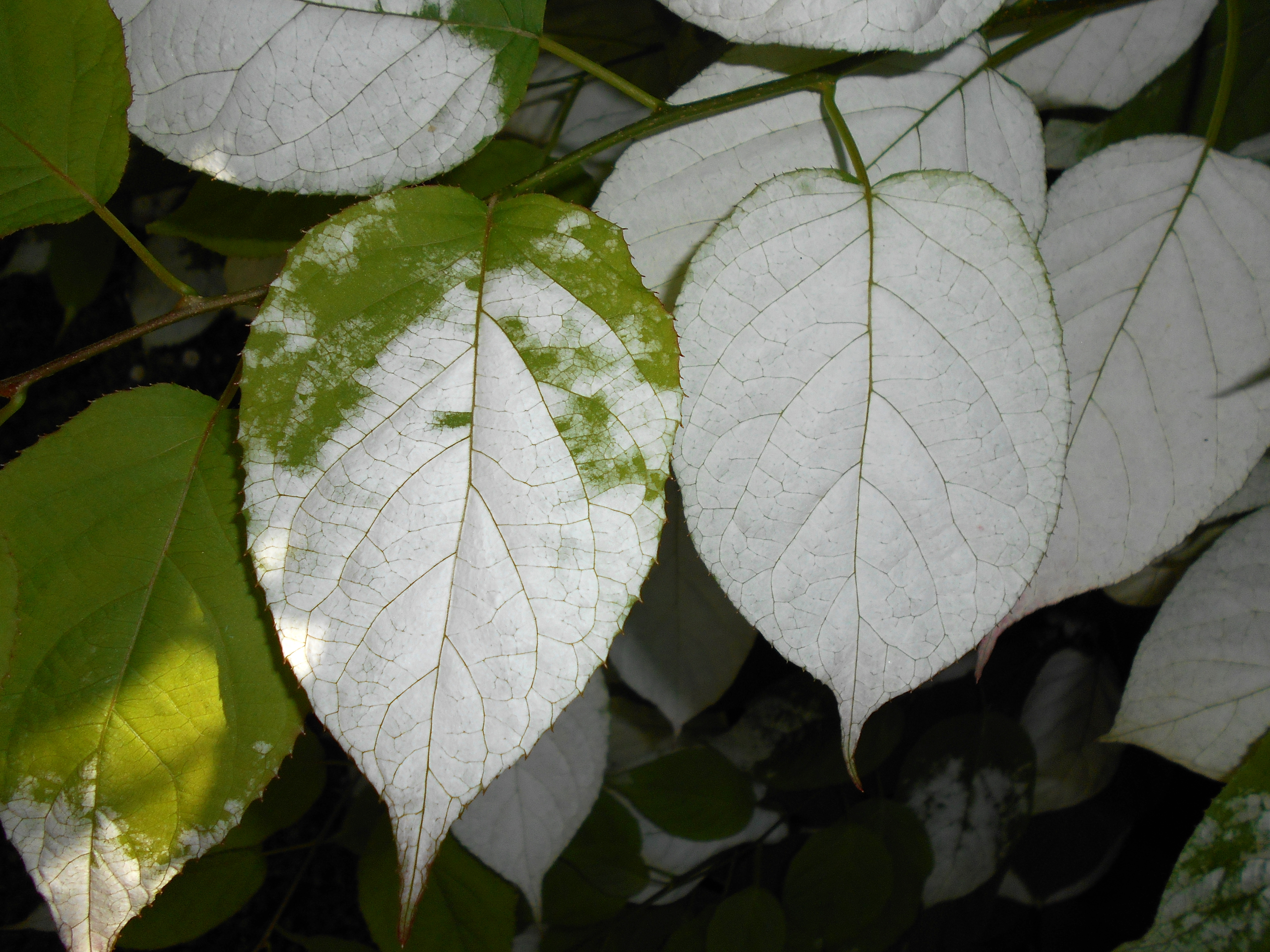
Laubblätter einer buntlaubigen Sorte

Actinidia kolomikta wird in Gemäßigten Gebieten als Obstpflanze kultiviert. Aufgrund ihrer Herkunft ist sie die frosthärteste der Actinidia-Arten. Da Actinidia kolomikta zweihäusig ist, werden männliche und weibliche Pflanzen benötigt, damit Früchte angesetzt werden. Die grünfarbigen Früchte sind süß mit Kiwi-Aroma und überaus reich an Vitamin C. Sie können roh gegessen oder als Kompott, Marmelade, Saft und Wein verarbeitet werden.
Buntlaubige Sorten werden in Gemäßigten Gebieten als Zierpflanzen in Parks und Gärten verwendet.